# Lafette

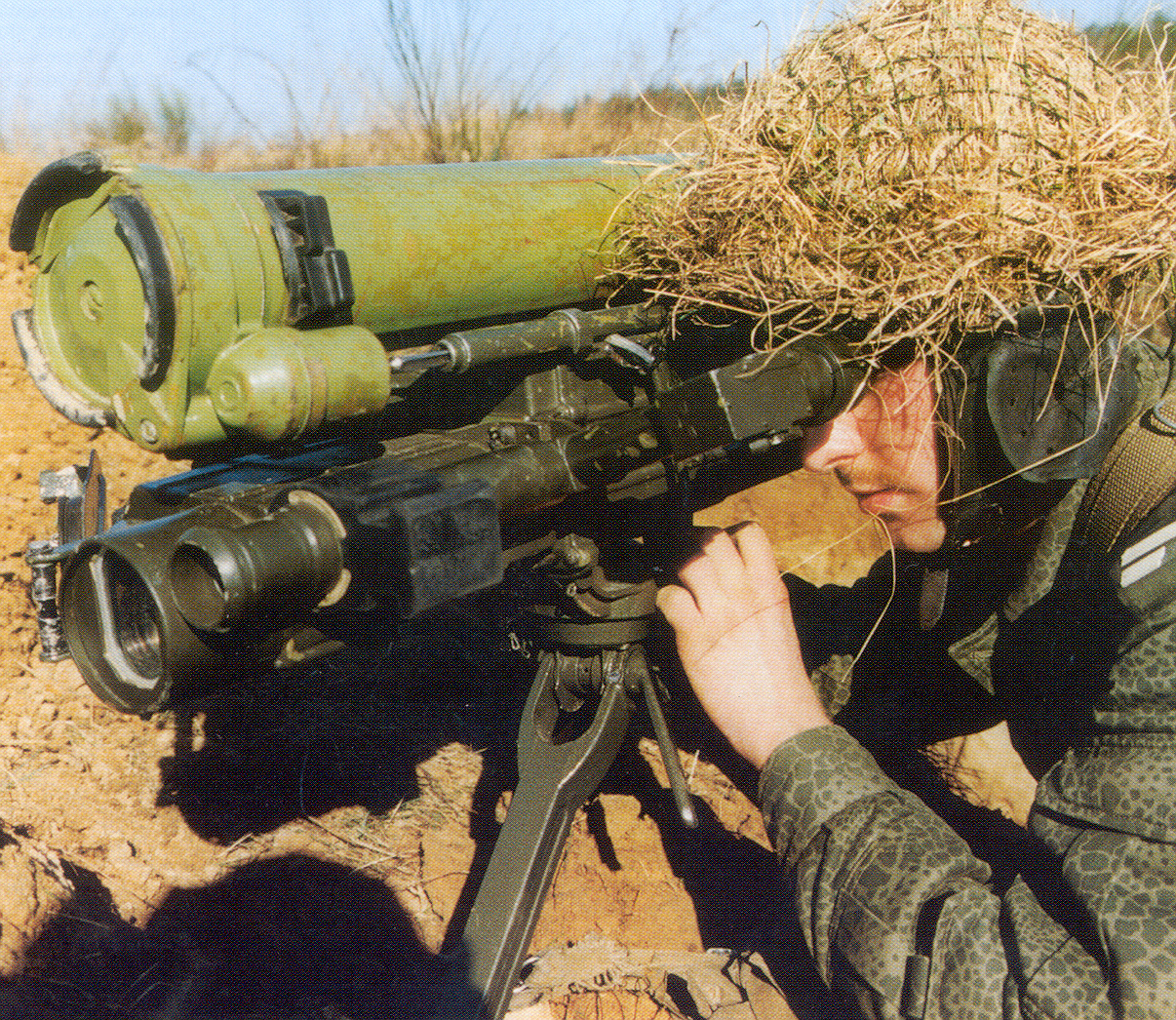
Transportable Panzerabwehrlenkwaffe 9K115-2 Metis-M auf einer Klapplafette

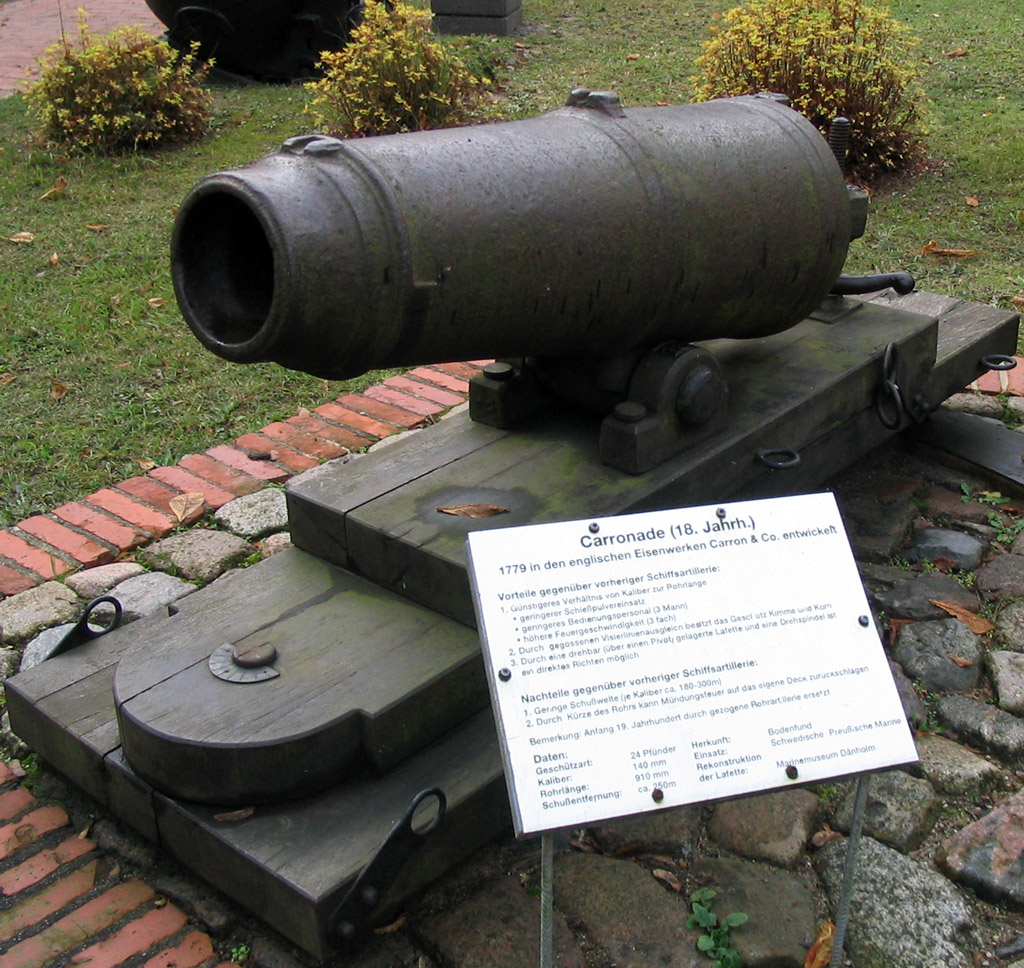
Karronade auf pivotierter Gleitlafette

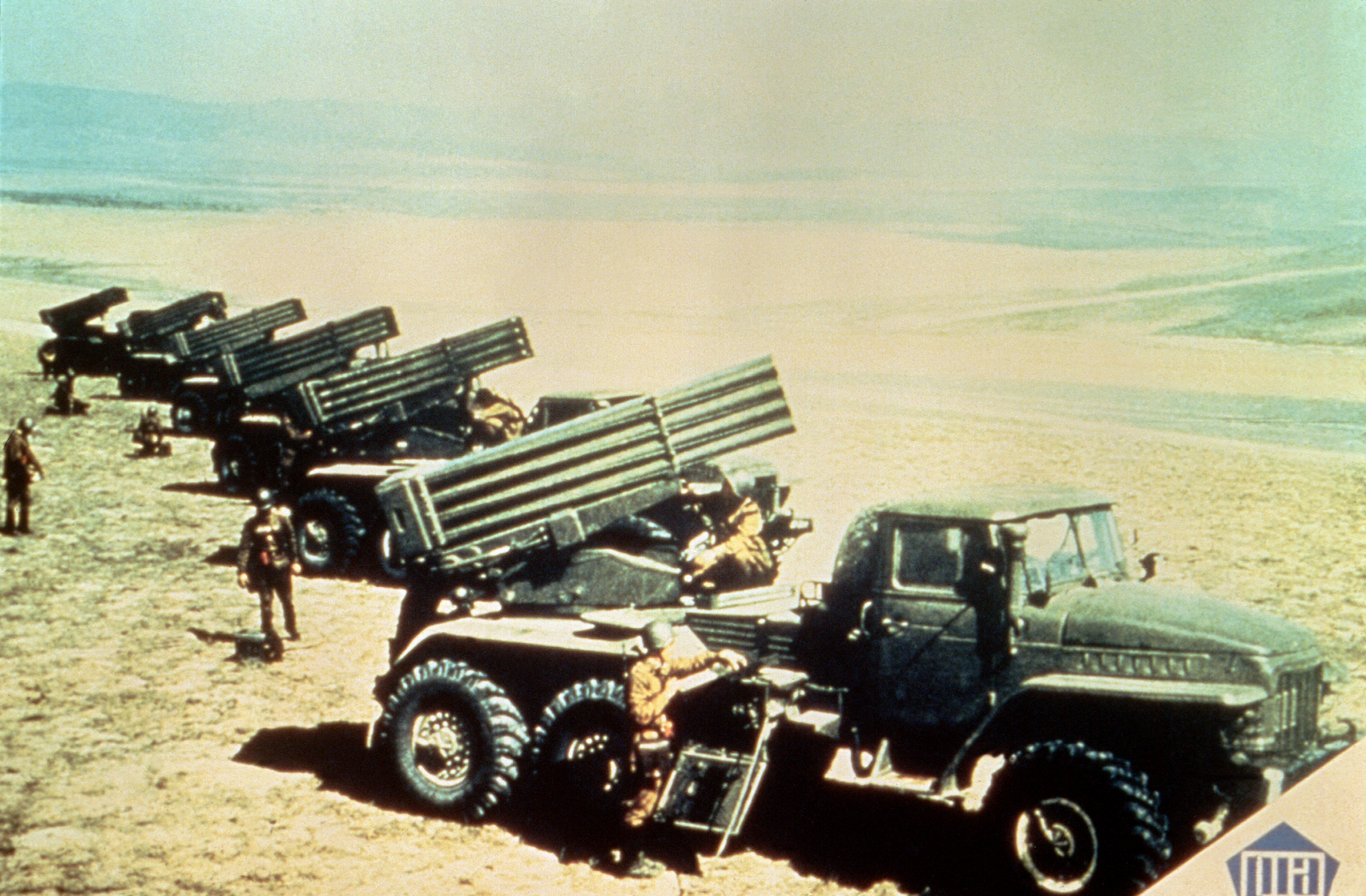
Pivotiertes Mehrfachraketenwerfersystem BM-21 (Grad) auf einem 6×6 Ural-375D-Lkw

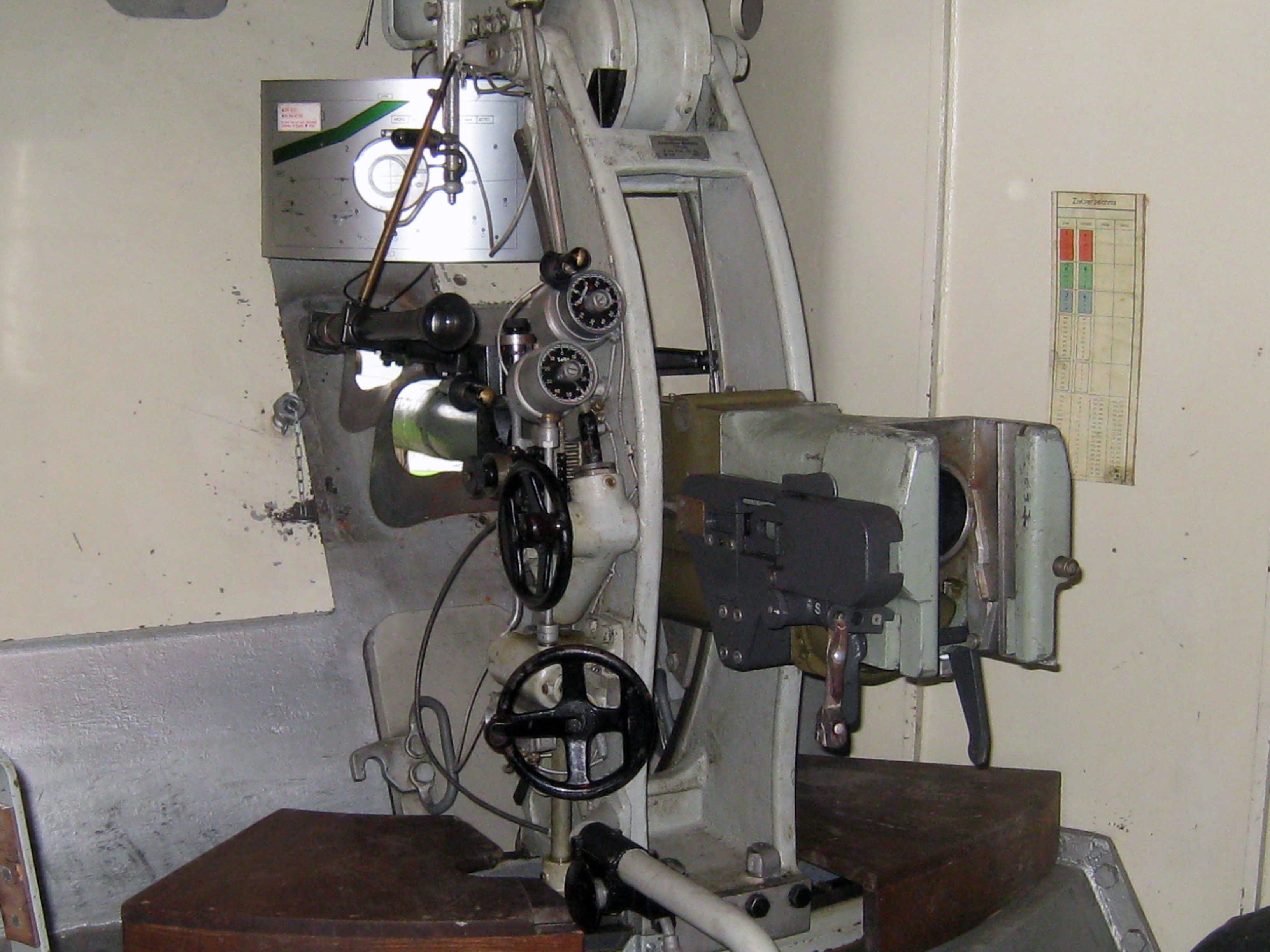
Verbunkerte Panzerabwehrkanone auf Lafette, Verschlusskeil entfernt

Eine Lafette (von französisch l'affût, älter l'affust zum altfranzösischen fust = Schaft, Stange) ist ein meist fahrbares Gestell, auf dem eine Waffe montiert werden kann. Eine lafettierte Waffe kann genauer gerichtet und die Rückstoßkraft kann gemindert werden. Ebenfalls als Lafette werden Containerchassis in Form von Fahrgestellen für Container bezeichnet.

## Geschichte
Die Geschichte der Lafetten ist eng an die Geschichte der Geschütze gebunden, da Geschütze im Gegensatz zu Handfeuerwaffen immer eine feste Unterlage benötigen. In diese Unterlage integriert sind die Vorrichtungen zur Höhen- und Seitenrichtung. Die einfachsten Lafetten, wie für die Infanteriewaffe des Granatwerfers, bestehen nur aus einem größeren Brett mit Tragegriffen und Halterungen für das Rohr.
Die ersten Bombarden wurden auf festen Gestellen aus Holzbalken und ähnlichem montiert. Ein Schildzapfen auf beiden Seiten des Rohres ermöglichte später die Höhenrichtung. Mit der Entwicklung der Feldartillerie wurden die Lafetten, immer noch aus Holz, mit großen Rädern versehen und waren auf Pferdezug ausgelegt. Bei der Schiffsartillerie waren die großen Radlafetten eher hinderlich, hier wurde die Größe der Räder verkleinert und den niedrigeren Deckshöhen angepasst. Auch setzte man hier später Gelenklafetten ein.
Für den Marsch wurde das Geschütz aufgeprotzt, d. h., die Lafette wurde mit der sogenannten Protze verbunden, einem einachsigen Karren, vor den die Pferde gespannt wurden (Geschütze werden rückwärts gezogen). Um das Geschütz wieder feuerbereit zu machen, musste es vorher wieder abgeprotzt werden.
Nachdem sich stählerne Geschützrohre bewährt hatten, wurden auch die Lafetten aus Stahl hergestellt. Mit der Einführung des Rohrrücklaufes und einem an der Lafette angebrachten Erdsporn wurde es möglich, die Schussfolge des Geschützes wesentlich zu erhöhen, da dieses nicht mehr nach jedem Schuss neu in Stellung gebracht und gerichtet werden musste. Zudem konnte sich die Bedienungsmannschaft beim Schuss direkt neben dem Rohr aufhalten, durch einen davor angebrachten Schutzschild war sie auch weniger feindlichem Feuer ausgesetzt. Ein weiterer Entwicklungsschritt war die Erfindung der Spreizlafette, deren Lafettenschwanz zum Transport zusammengeklappt, in Stellung jedoch gespreizt wurde, so dass man bis zu einem Winkel von 45° je Seite schießen konnte, ohne das gesamte Geschütz drehen zu müssen. Zuvor war der Seitenrichtwinkel auf etwa 5° je Seite beschränkt. Für sehr schwere Geschütze wurden auf Eisenbahnschienen laufende Lafetten benutzt, die sogenannten Eisenbahngeschütze. Diese Lafetten sind nicht drehbar und daher auf Kurven der Eisenbahnschienen angewiesen, auf denen sie in die jeweils erforderliche Schussrichtung gefahren wurden. Schießkurven wurden bei Bedarf speziell angelegt. Die Motorisierung ermöglichte beim Feldgeschütz eine selbstfahrende und damit stärker gepanzerte Lafette (Selbstfahrlafette). Die Entwicklung reichte bis zur Erfindung des Panzers, der im Prinzip eine schwergepanzerte Lafette mit Drehturm darstellt. Sturmgeschütze sind dagegen nicht mit Drehtürmen ausgestattet.
Bei Begräbnissen von hochrangigen Militärs und bei Staatsbegräbnissen mit militärischen Ehren dient oft eine Geschützlafette mit Protze zum Transport des Sarges während des Trauerumzugs.

## Spezielle Formen
- Blocklafette: Lafette, die sogenannte „Legstücke“, also Steinbüchsen, in einem festen Rahmen, der „Lade“, aufnehmen kann und so mobiler macht. Sie hat keine Schildzapfen. Man unterscheidet die in den Lafettenschwanz auslaufende „Unterlade“ und die auf ihr liegende „Oberlade“ mit dem Geschütz.
- Burgunder Lafette: Lafette deutscher Bauart, die von Karl dem Kühnen von Burgund für seine Artillerie übernommen wurde, in den Burgunderkriegen von Schweizern erbeutet und von diesen so benannt wurde.[1] Nur für leichte Geschütze des 15. bis 16. Jahrhunderts. Ein langgestrecktes Stück Holz, auf dem das Geschütz montiert ist (Oberlade), das wiederum beweglich auf einem (mit zwei Rollen oder Rädern versehenen) Untergestell montiert war. Am Ende der Oberlade befanden sich zwei Richthörner. Der Rückstoß dieser „Bockstücke“[2] wurde durch den Drehpunkt der Oberlade und die Richthörner aufgefangen.
- Depressionslafette: Lafette für ein Geschütz, die speziell dazu bestimmt ist, dieses mit einer negativen Erhöhung zu richten, d. h. der Lauf kann auch beim Schuss aus der Waagerechten nach unten zeigen. Hauptsächlich für Festungsgeschütze verwendet. Der Nachbau einer Depressionslafette kann in der Festung Königstein südöstlich Dresden besichtigt werden.
- Drehringlafette: Eine runde, drehbare Maschinengewehr-Lafette, die an Fahrzeugen auf dem Führerhaus über der Dachluke angebracht wird.
- Dreibeinlafette: Ermöglicht Rundumfeuer. Wird vor allem für leichte Geschütze verwendet, bei schwereren Geschützen ist die Kreuzlafette als stabilere Plattform vorzuziehen.
- Eisenbahngeschütze hatten jeweils Sonderanfertigungen für ihre Lafettierung, gebräuchlich war die Eisenbahnschleiflafette: Der Rückstoß beim Schuss lässt den Geschützwagen auf der Schiene zurücklaufen. Der Rücklauf wird  jedoch dadurch abgebremst, dass Klammern zwischen Schienen und Geschützwagen an der Schiene schleifen und dadurch eine Bremswirkung auftritt.
- Feldlafette: Die übliche Lafette auf einer Achse für ein Feldgeschütz, identisch mit einer Radlafette.
- Festungslafette: Das Geschützrohr ist innerhalb einer Festung üblicherweise hinter einer Schießscharte ortsfest montiert. Die in den engen Verbindungsgängen zwischen den einzelnen Kasematten ohnehin nicht brauchbare Radlafette fehlt.
- Fleischlafette: Umgangssprachliche (Soldatensprache) Bezeichnung für eine improvisierte Form des Auflafettierens einer Waffe im Feld- oder Gefechtsdienst. Die Waffe wird auf der Schulter oder dem Rücken eines Soldaten abgelegt, während dieser das Zweibein der Waffe fest ergreift. Eine anpassungsfähige Variante, die jedoch nicht ohne Gehörschutz durchzuführen ist.[3]
- Kasemattenlafette: Spezielle Lafette für ein Geschütz in einer verbunkerten Stellung.
- Kastenlafette: Die Unterlafette der Waffe verfügt nur über einen einzelnen rechteckigen oder hinten schmal zulaufenden Holm, der am Lafettenschwanz in einen Spaten mündet, um den Rückstoß aufzunehmen. Häufig für leichte Feldgeschütze verwendet. Größeres Seitenrichten stellt ein Problem dar, da hierfür das gesamte Geschütz bewegt werden muss. Als Vorläufer kann die Wandlafette betrachtet werden
- Kreuzlafette: Lafette in Kreuzform unter dem Geschütz, das so einen Schwenkbereich von 360° erhält. Sie kommt insbesondere bei schweren Geschützen und bei Flak zum Einsatz.
- Mehrfachlafette: In den Bauformen Zwillings-, Drillings- und Vierlingslafette, bei der mehrere Rohre nebeneinander montiert sind.
- Minimalschartenlafette: Sonderform der Festungslafette. Im Festungsbau seit der zweiten Hälfte des 19. Jahrhunderts für Hinterladergeschütze angewendet: Normalerweise ist das Geschütz innerhalb einer Kasematte geschützt aufgestellt. Um jedoch einen möglichst großen Feuerbereich zu haben, ragt es mit seiner Mündung aus der Schießscharte heraus. Dadurch kann aber auch das aus der Festungsmauer herausragende Rohr durch Feindbeschuss beschädigt werden. Stellt man das Geschütz weiter innerhalb der Kasematte auf, so benötigt es zur Bestreichung des gleichen Feuerwinkels eine erheblich größere Scharte, durch diese große Scharte können aber wiederum feindliche Geschosse ungehindert ins Innere der Kasematte fliegen. Um dies zu verhindern, wird die Geschützmündung in einer stählernen Kugelblende montiert, die mit der Außenkante der Festungsmauer abschließt. Um das Geschütz zu schwenken und zu heben, werden im Innern der Kasematte befindliche Flaschenzüge benutzt. Nachteil ist, dass zum einen der Hebe- und Drehmechanismus kompliziert und dementsprechend empfindlich ist, zum anderen zum Drehen und Schwenken des Rohres (Drehpunkt ist seine Mündung!) im Innern der Kasematte sehr viel Raum benötigt wird. Daher nur selten angewandt.
- Pivotlafette: Im 19. Jahrhundert wurden Kanonen und Karronaden auf Kriegsschiffen und in Festungen auf sogenannten „Pivotlafetten“ montiert, die am vorderen Ende, z. B. an der Bordwand, auf einem Zapfen – dem Pivot – gelagert waren und am Ende querstehende Rollen hatte, was ein leichteres Seitenrichten ermöglichte. Karronaden hatten auch keine Schildzapfen mehr, sondern eine unter dem Rohr angebrachte Öse, welche die Höhenrichtung ermöglichte. Später wurden auch andere Geschütze „pivotiert“.
- Radlafette: Das Geschütz ruht auf einer, selten zwei Achsen mit Rädern. Siehe Feldlafette.
- Selbstfahrlafette: Das Geschütz wird auf dem Fahrgestell eines Kraftfahrzeuges montiert und dadurch beweglich gemacht. Das Geschütz ist entweder nur wenig schwenkbar, so dass mit dem Fahrzeug grob gezielt werden muss, oder in einem Drehturm untergebracht. Der Vorteil einer Selbstfahrlafette besteht darin, dass fast keine Zeit für Auf- oder Abbau des Geschützes gebraucht wird, also schnelle Unterstützung bzw. Rückzug möglich sind. Diese Lafettierung ist heute die für Artilleriegeschütze allgemein übliche, wobei Fahrgestell und Kampfraum üblicherweise gepanzert sind.
- Rundumfeuerlafette: Während die Spreizlafette nur einen Drehbereich von etwa 90° zulässt, ermöglicht die Rundumfeuerlafette einen solchen von 360°.  Übliche Formen sind die Kreuzlafette oder Dreibeinlafette.
- Schirmlafette: Wurde vor allem im deutschen Festungsbau vor dem Ersten Weltkrieg verwendet: Das Geschütz (mit möglichst großem Schwenkbereich) ist auf einer Plattform o. ä. montiert. Die Bedienung ist gegen feindliches Feuer durch einen am Geschütz montierten Schutzschild („Schirm“) geschützt. Eine heute noch komplette Schirmlafettenbatterie kann in der Feste Kaiser Wilhelm II. nahe dem Orte Mutzig im Elsaß besichtigt werden.
- Spreizlafette: Kam zu Beginn des 20. Jahrhunderts auf (erstmals bei der italienischen Cannone da campagna M. 12 von 1912, mit der auch Fliegerbekämpfung möglich sein sollte[4]). Sie erlaubte einen erheblich vergrößerten Seitenrichtbereich des Geschützrohres, ohne das ganze Geschütz einschließlich Lafette schwenken zu müssen. Sie wurde nach dem Ersten Weltkrieg die übliche Lafette zunächst für die neu zu entwickelnden Panzerabwehrkanonen, später aber auch für leichte und mittlere Feldartillerie: Auch letztere wurde vermehrt zur Panzerabwehr herangezogen, das Geschützrohr musste daher schnell mit großem Seitenrichtbereich schwenkbar sein.
- Turmlafette: Vor allem im Festungsbau ab Ende des 19. Jahrhunderts verwendet. Das Geschütz war in einem um 360° drehbaren Turm aus Panzerstahl montiert, der üblicherweise flach gewölbt auf einer Betondecke abgesenkt auflag. Zur Abgabe des Schusses wurde der Turm um 30 bis 50 cm angehoben, sodass das Geschützrohr frei lag. Die Kraft des Rückstoßes beim Schuss wurde genutzt, um den Turm sofort wieder absinken zu lassen.
- Verschwindlafette: Ab Ende des 19. Jahrhunderts vor allem bei der Küstenartillerie verwendet: Das Rohr liegt während des Lade- und Richtvorganges in einer vertieften Position hinter einer Deckung. Zur Abgabe des Schusses wird es über diese Deckung über Gegengewichte emporgehoben. Die Kraft  des Rückstoßes wird genutzt, um das  Rohr wieder hinter der Deckung verschwinden zu lassen, wo es wieder in der tieferen Ladeposition durch entsprechende Vorrichtungen festgehalten wird. Prinz Krafft zu Hohenlohe-Ingelfingen beschreibt ein derartiges Geschütz als Teil der Geschützausstattung der Festung Montmédy im Krieg 1870/71[5].
- Wandlafette: Die Erfindung der Schildzapfen ermöglichte die Wandlafette. Sie bestand aus zwei parallelen Wandrahmen, die fest verstrebt miteinander verbunden waren und in ihrem rückwärtigen Teil gemeinsam den Lafettenschwanz bildeten (siehe Bild). Das Geschützrohr lag mit den Schildzapfen in einer Mulde der Wände und wurde nach oben mit Eisenbändern so fixiert, dass es nicht aus den Mulden springen konnte. Eine Verbesserung war die Höhenrichtschraube. Dies sollte für viele Jahrhunderte die gebräuchlichste Form der Lafette bleiben. Es existierten zwei Formen von Wandlafetten. Die ältere Variante entspricht der auf dem ersten Bild gezeigten Kanone mit parallelen Wänden. Bei der neueren Variante, „à l’anglaise“ (englischer Art) verjüngte sich die Lafette nach hinten und endete am „Protzöhr“, dem Ring, welcher am Haken der Protze eingehängt wurde. Diese Lafettenart wurde auch aus Eisen hergestellt und noch im Ersten Weltkrieg verwendet. Beim Schuss lief das ganze Geschütz einige Meter nach hinten und musste jedes Mal wieder in Stellung gebracht werden. Gegen Ende des 19. Jahrhunderts wurde am Lafettenschwanz ein Erdsporn angebracht, welcher in die Erde eingerammt wurde und das Geschütz durch Federkraft wieder in Stellung brachte. Das System bewährte sich nicht. Erst mit dem französischen System Deport, erstmals verwirklicht in der Canon de 75 mle 1897, wurde das Problem gelöst. Das Rohr lag nicht mehr direkt auf der Lafette, sondern auf einer Wiege, auf der es zurückglitt, durch einen Öldämpfer gebremst und durch komprimiertes Gas (System Deport) oder Federkraft (Krupp) wieder nach vorn gebracht wurde. Neben schnellerem Schießen erlaubten diese neueren Lafetten auch eine gewisse Seitenkorrektur.
- Zweibein: Insbesondere für tragbare leichte Waffe als Auflage z. B. beim Liegendanschlag

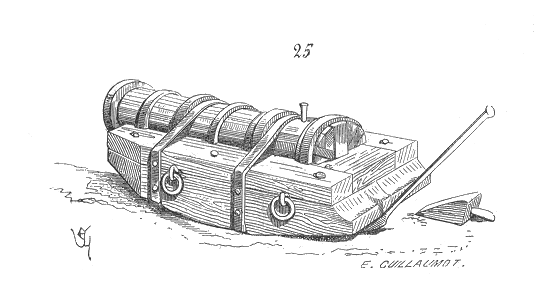
Bombarde auf Blocklafette
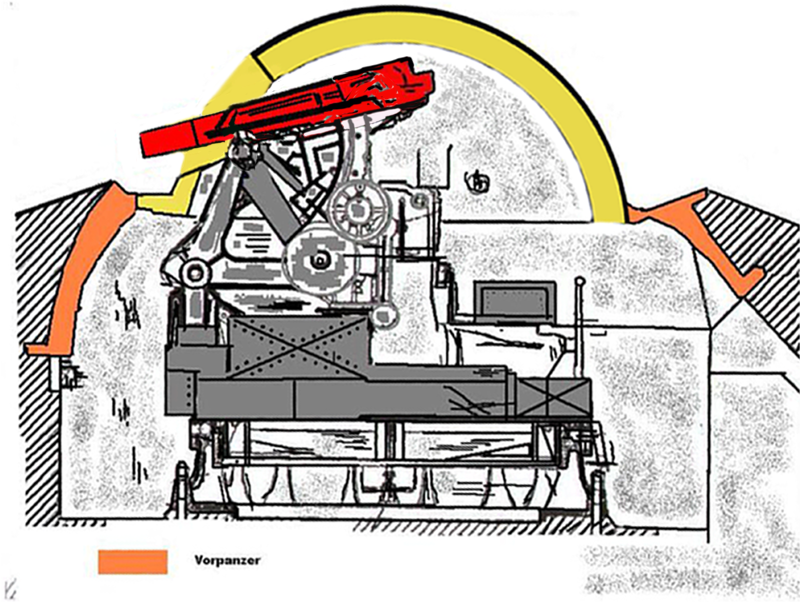
Depressionslafette mit 10-cm-Turmhaubitze T.H. M.9
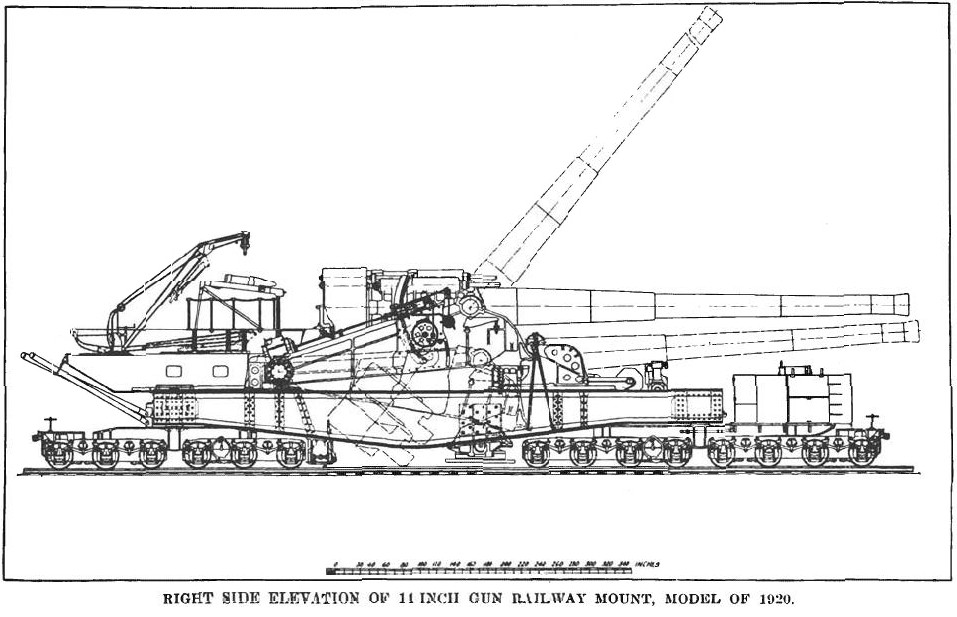
Lafette für Eisenbahngeschütz
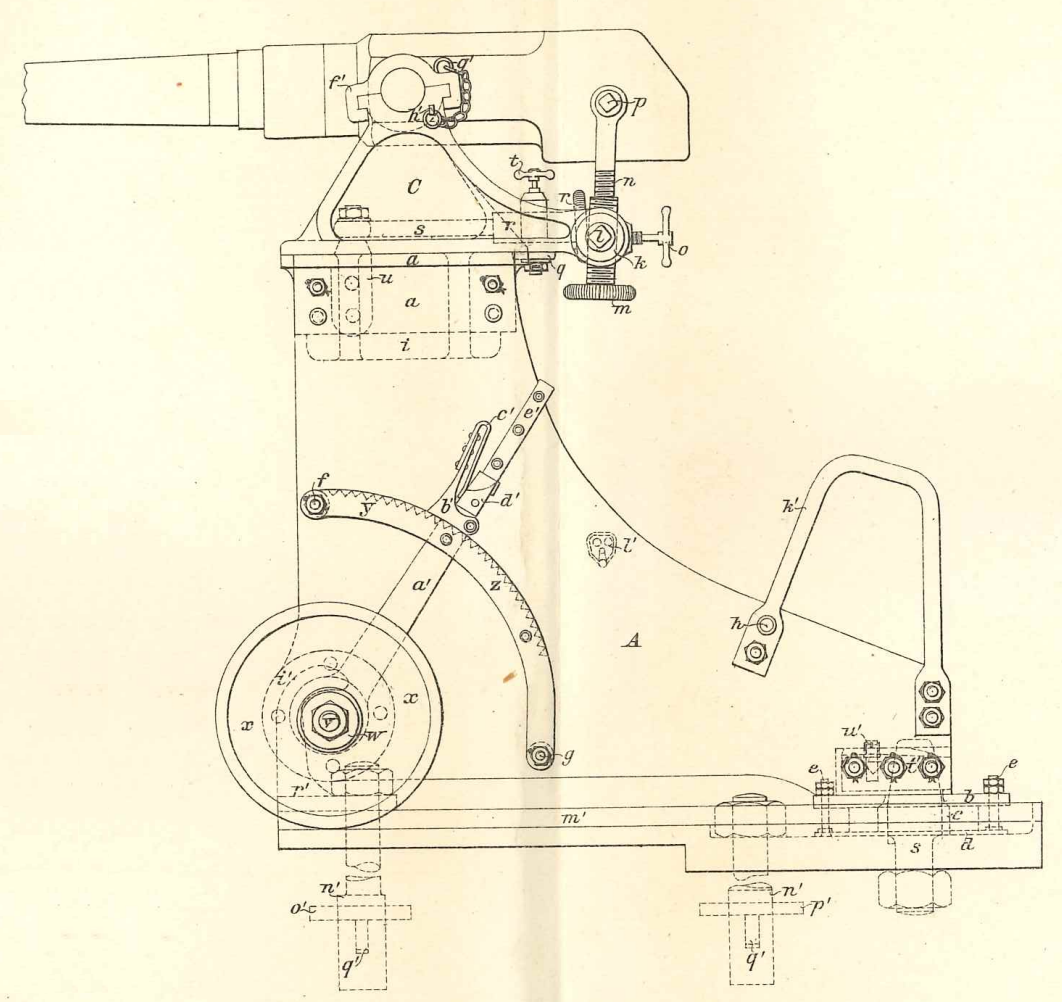
5-cm-Kanone in einer Kasemattenlafette
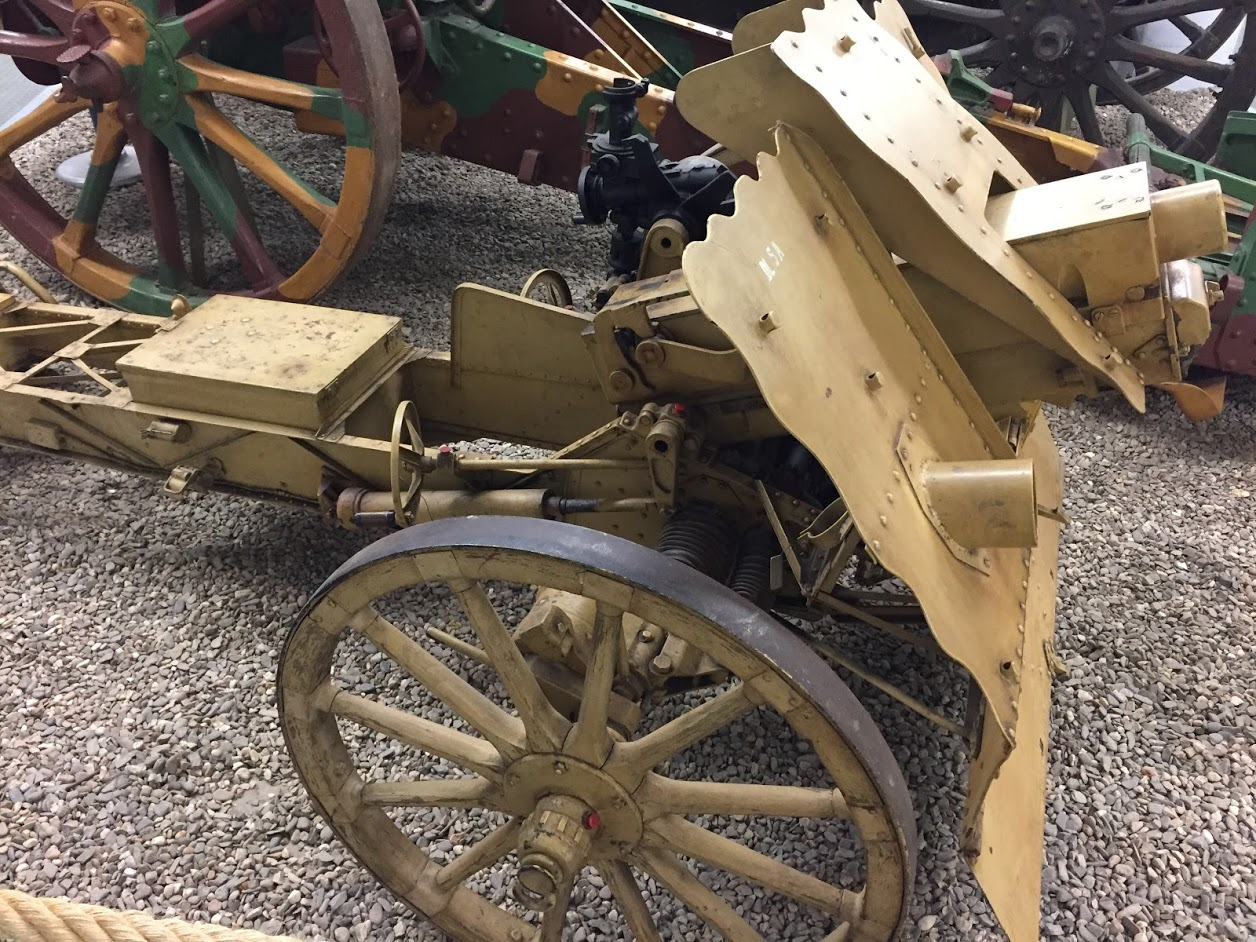
Kastenlafette beim 7,5-cm-Infanteriegeschütz 18
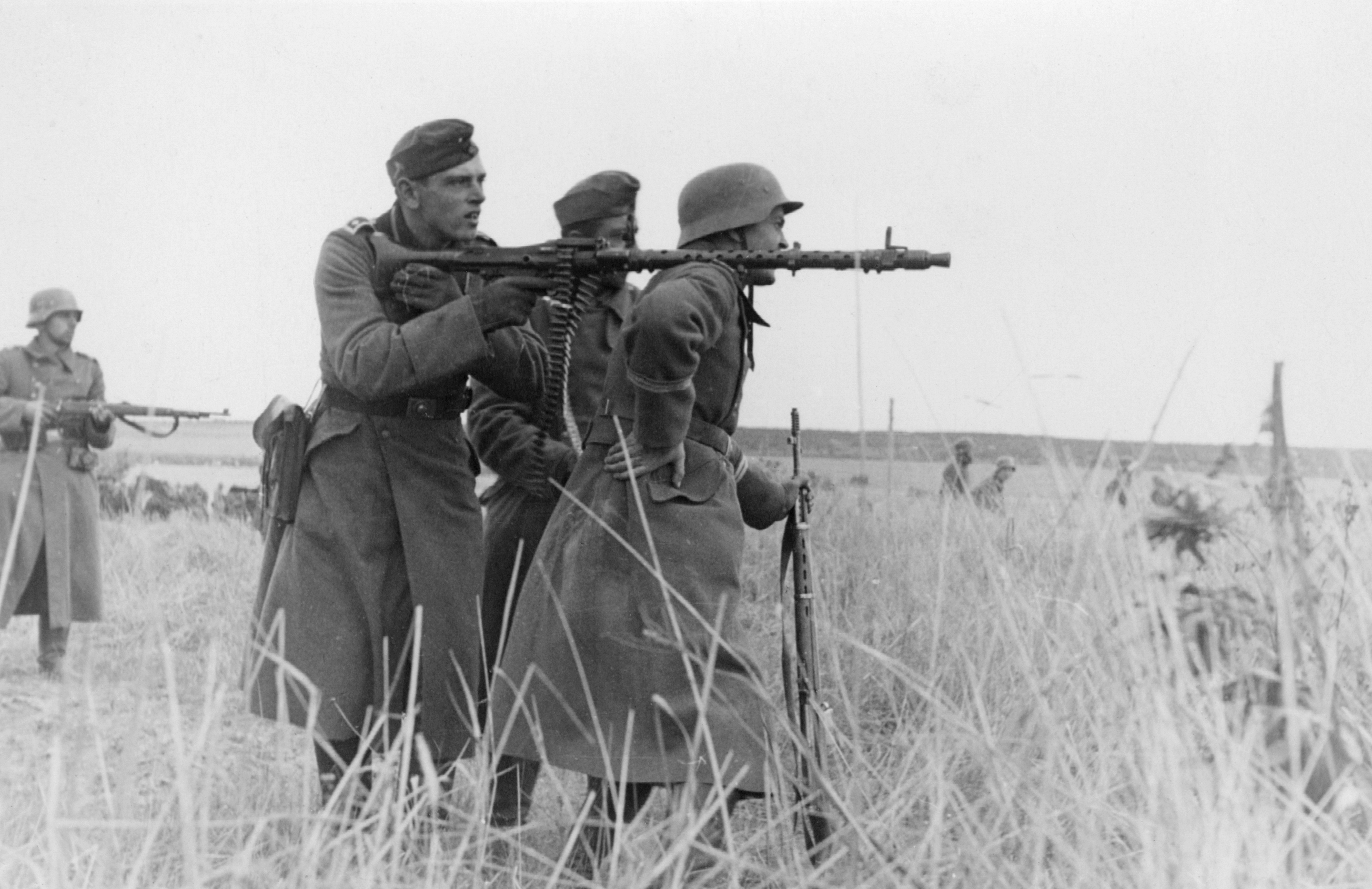
„Fleischlafette“ eines deutschen M. G.-Trupps an der Ostfront mit MG 34
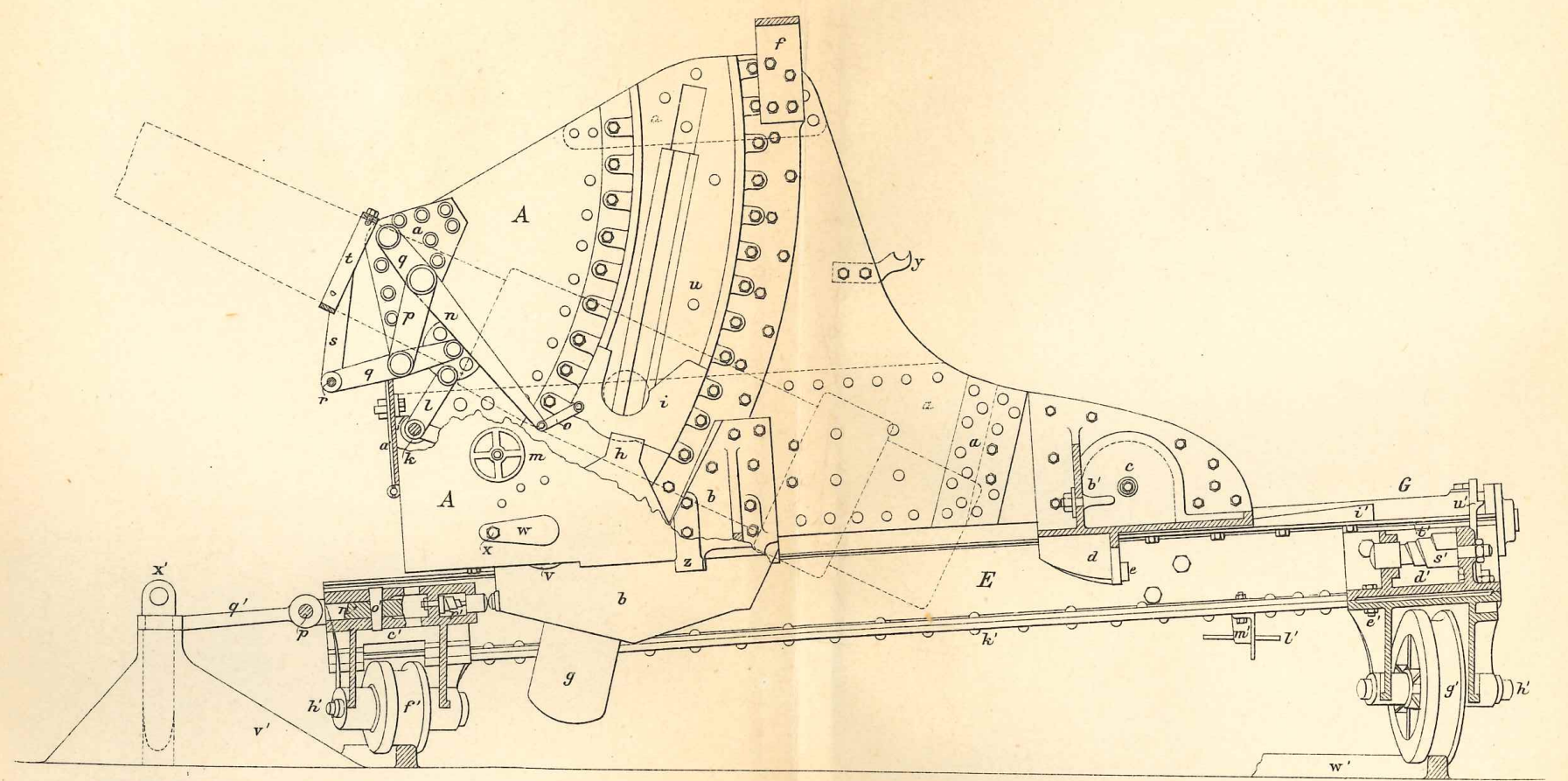
Minimalschartenlafette
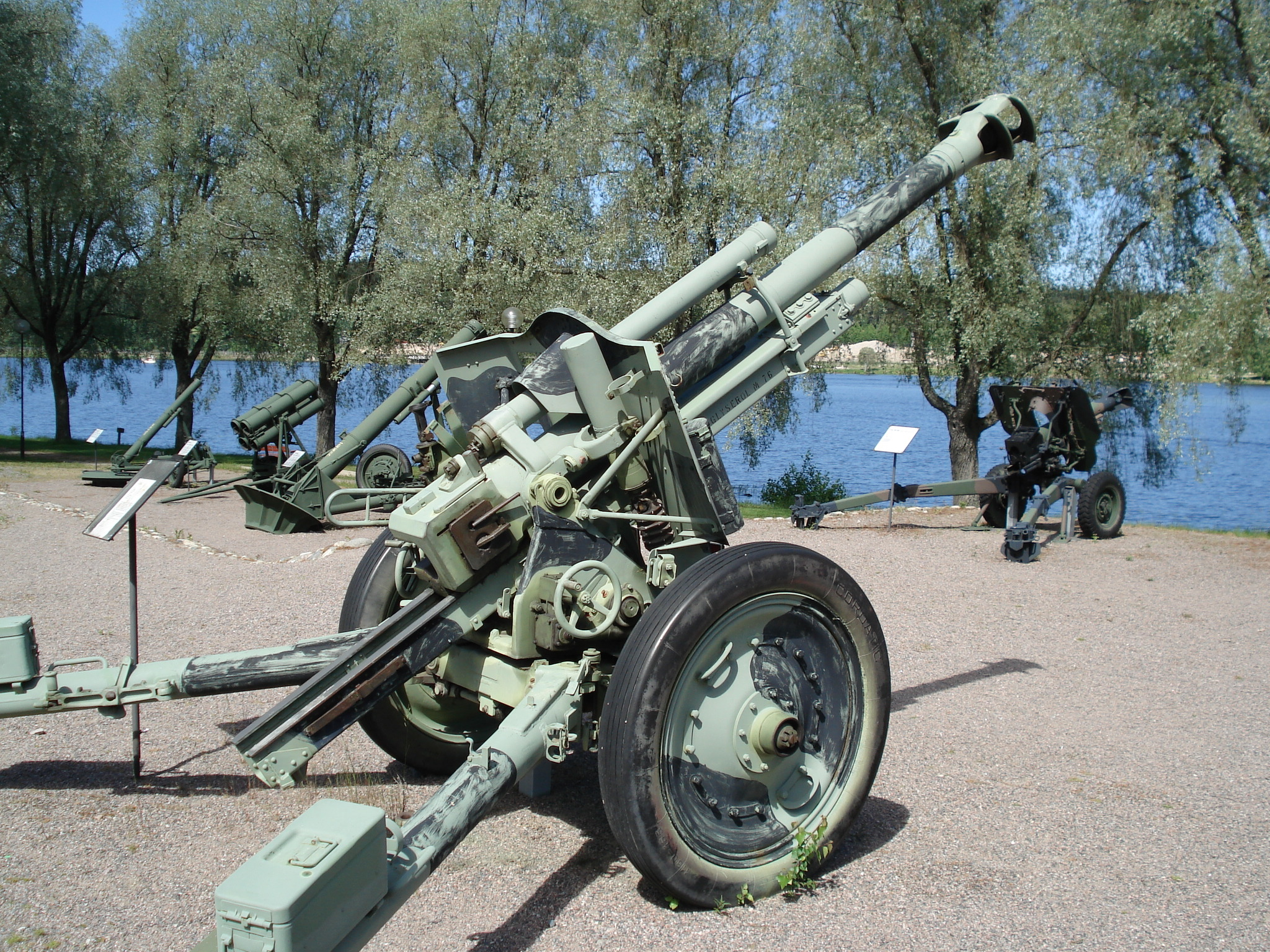
10,5-cm-leichte Feldhaubitze 18/40 mit Spreizlafette
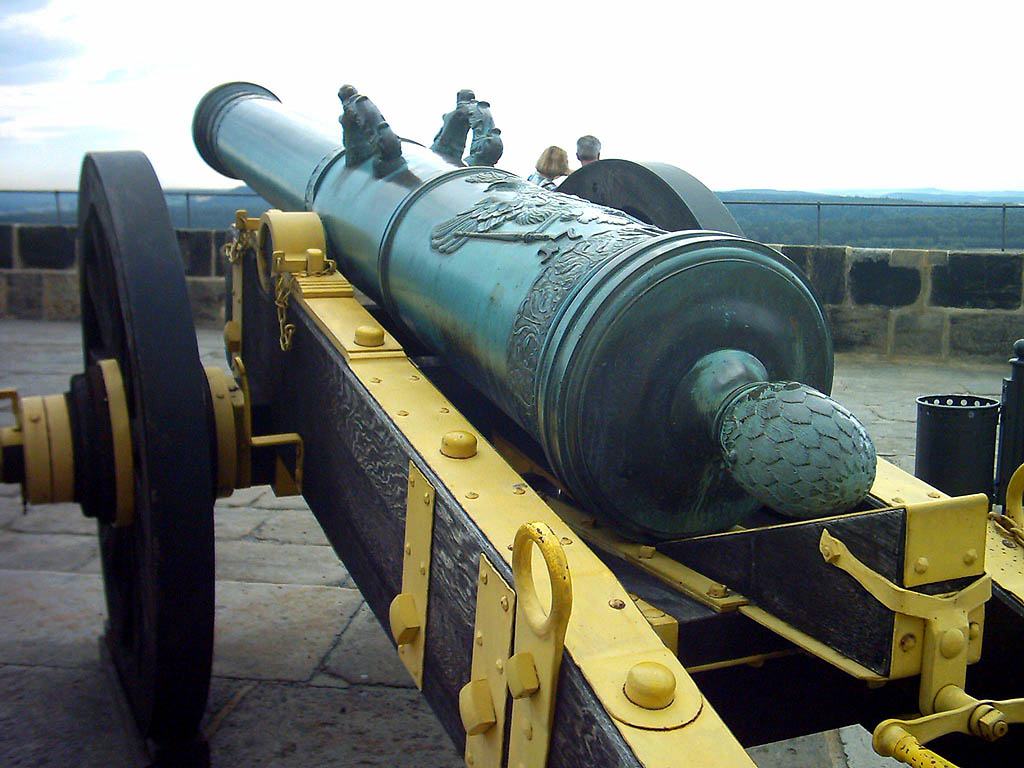
Kanone auf Wandlafette
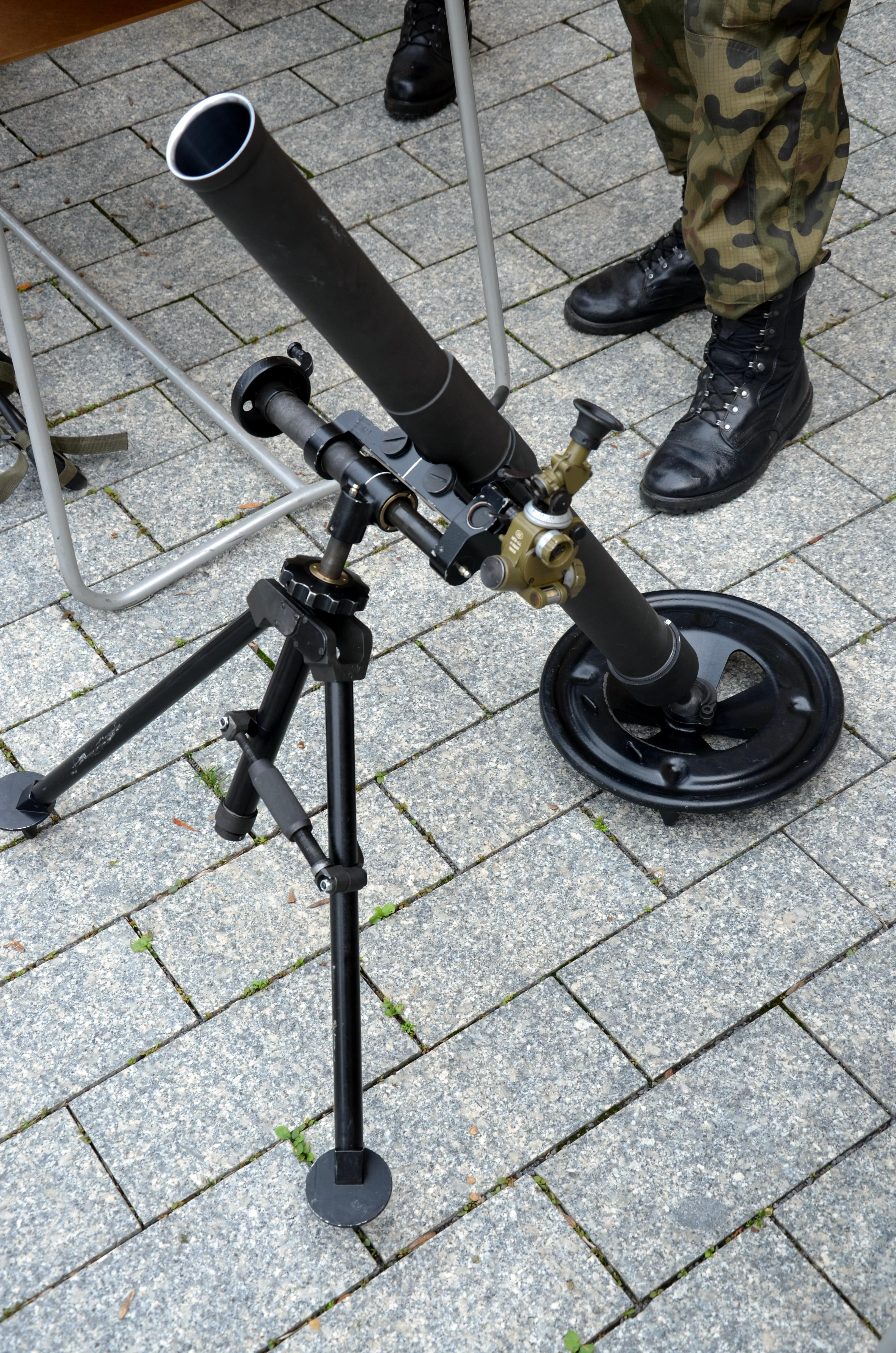
Zweibein eines Mörsers vom Typ LM-60D

## Weitere Bedeutungen

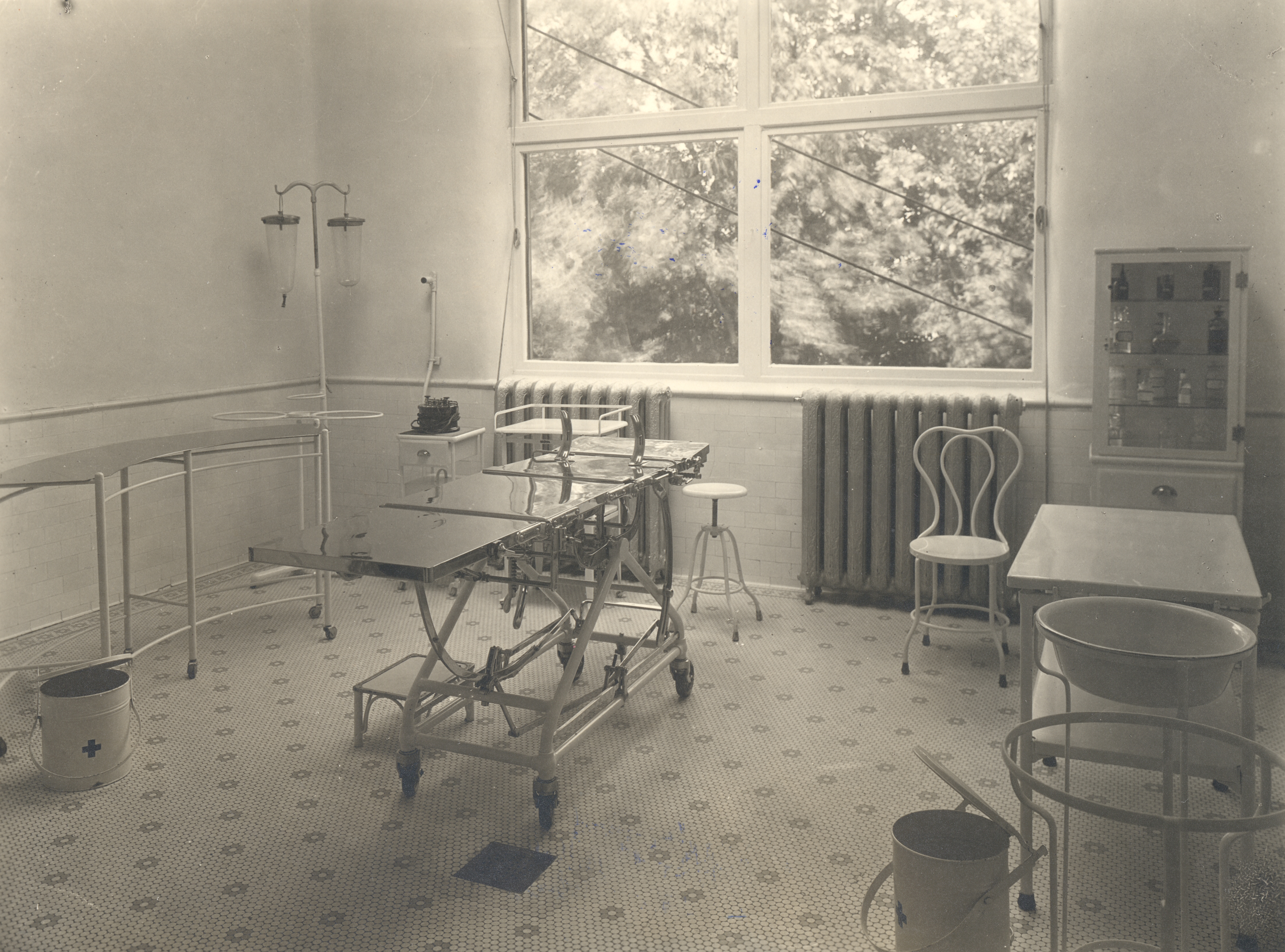
Operationstisch auf einer Lafette, 1912

- In der Medizin wird das mit Rädern versehene Gestell, auf dem der Operationstisch in den Operationssaal gefahren wird, als Lafette bezeichnet.
- Im Güterkraftverkehr bezeichnet Lafette (oft auch „BDF-Lafette“) ein Fahrgestell, auf dem austauschbare Ladungsbehälter, sogenannte Wechselbehälter, transportiert werden.
- Im Tresorbau ist eine Lafette eine Aufnahme, in die der Tresorschlüssel eingelegt wird. Die Lafette mit dem passenden Schlüssel wird in die Tresortür eingeschoben, wonach sich der Tresor öffnen lässt.
- Der ausziehbare Sargladeboden in einem Bestattungswagen wird Lafette genannt.